# Na Aba do Meu Chapéu
Na Aba do Meu Chapéu é um álbum de estúdio da dupla brasileira de música sertaneja Chitãozinho & Xororó, lançado no em 25 de junho de 1998. O álbum trazia uma proposta de aproximar mais ainda o som mais country de Nashville depois da gravação de "Pura Emoção", versão para o português do hit country da década, "Achy Breaky Heart", de Billy Ray Cyrus, que entrou como faixa bônus deste álbum, uma vez que já tinha aparecido anteriormente na coletânea Pura Emoção: O Melhor de Chitãozinho & Xororó. Os destaques do álbum ficam por conta das faixas "Eu Menti", "Deixei de Ser Cowboy Por Ela", "Na Aba do Meu Chapéu" e também versões de "Not That Different", de Collin Raye, que virou "Te Esquecer É Impossível", "Crying", de Roy Orbison, que virou "Lágrimas", e "My Maria", de B.W. Stevenson e Danny Moore, virou "Ai Maria". Recebeu o disco de platina duplo da ABPD.

## Lançamento
O trabalho foi lançado 24 horas depois do sepultamento do cantor Leandro, da dupla com Leonardo. Mesmo com a perda de um colega, eles mantiveram a agenda. Segundo Chitãozinho, "Artista famoso envolve muita coisa, muito dinheiro, muita despesa. É muita estrutura. A gente não tem direito de ficar doente quando assina um contrato. Não pode faltar", concluiu. Após o lançamento do CD e aos compromissos artísticos, em 1° de julho a dupla foi juntar-se a Zezé di Camargo & Luciano e a Leonardo em um tributo a Leandro no show "Coração Brasileiro" do projeto Brasil 500 realizado pela TV Globo no estádio Parc des Princes em Paris (França).

## Faixas
| N.º | Título                                          | Compositor(es)                                                        | Duração |  |
| 1.  | "Deixei de Ser Cowboy Por Ela"                  | Darci Rossi / Di César / Chitãozinho                                  | 3:32    |  |
| 2.  | "Eu Menti"                                      | Rick / Alexandre                                                      | 3:51    |  |
| 3.  | "Ai, Maria (My Maria)"                          | Danny Moore / B.W. Stevenson (versão: Darci Rossi)                    | 3:28    |  |
| 4.  | "Por Esse Amor"                                 | Carlos Randall / Danimar                                              | 4:00    |  |
| 5.  | "Na Aba do Meu Chapéu"                          | Maria da Paz / Nino                                                   | 2:50    |  |
| 6.  | "Te Esquecer é Impossível (Not That Different)" | Karen Taylor-Good / Joie Scott (versão: Darci Rossi / Chitãozinho)    | 3:50    |  |
| 7.  | "Saco de Ouro"                                  | Paraíso / José Caetano Erba                                           | 2:55    |  |
| 8.  | "Tarde Demais Pra Pedir Perdão"                 | Alvaro Socci / Cláudio Matta                                          | 4:20    |  |
| 9.  | "Lágrimas"                                      | Roy Orbison / Joe Melson (versão: Darci Rossi / Chitãozinho / Xororó) | 3:42    |  |
| 10. | "Coração de Fora"                               | Carlos Randall / Danimar                                              | 3:21    |  |
| 11. | "Enamorado e Sonhador"                          | Carlos Randall / Danimar                                              | 4:12    |  |
| 12. | "Casa e Comida"                                 | César Augusto / Piska / Xororó                                        | 4:12    |  |
| 13. | "El Rey"                                        | José Alfredo Jiménez                                                  | 2:22    |  |
| 14. | "Pura Emoção (Achy Breaky Heart)"               | Don Von Tress (versão: Dudu Falcão)                                   | 3:24    |  |

## Certificações
| Brasil (Pro-Música Brasil)                | 2× Platina | 1998 | 500.000* |
| *número de vendas baseado na certificação |            |      |          |

## Músicos
- Maguinho: bateria em "Saco de Ouro", "Coração de Fora" e "El Rey"
- Luís Gustavo: baixo em "Saco de Ouro", "Coração de Fora" e "El Rey"
- Vicente Castillo: acordeon em "Saco de Ouro", "Coração de Fora" e "El Rey" e harpa paraguaia em "Coração de Fora"
- Paulinho Coelho: violão em "Saco de Ouro", "Coração de Fora" e "El Rey" e viola em "Saco de Ouro"
- José Victor: viola em "Saco de Ouro"
- Valter Barreto: violão em "El Rey"
- Milton Guedes: sax solo em "É Tarde Demais Pra Pedir Perdão"
- Sidinho Moreira: percussão em "Ai Maria" e  "É Tarde Demais Pra Pedir Perdão"
- Paul Hulme: bateria em todas as faixas, exceto nas faixas "Saco de Ouro", "Coração de Fora" e "El Rey"
- David Hungate: baixo em todas faixas, exceto nas faixas "Saco de Ouro", "Coração de Fora" e "El Rey"
- Tony Harer: teclados em todas as faixas, exceto nas faixas "Saco de Ouro", "Coração de Fora" e "El Rey"
- Brent Rowan: guitarra e violão em todas as faixas, banjo em "Na Aba do Meu Chapéu"
- Márcio Miranda: teclados em "Deixei de Ser Cowboy Por Ela",  "Na Aba do Meu Chapéu", "Te Esquecer É Impossível" e "Casa e Comida"
- Dann Huff: guitarra solo em "Eu Menti",  "É Tarde Demais Pra Pedir Perdão" e "Lágrimas"
- Larry Franklin: violino em  "Na Aba do Meu Chapéu"
- Charlie McCoy: harmônica em "Eu Menti"
- Wayne Tupps: acordeom em  "Na Aba do Meu Chapéu"

## Ficha Técnica
- Produção: José Homero Bettio e Guto Graça Mello
- Direção artística: Max Pierre
- Gerência artística: Ricardo Moreira
- Assistentes de Guto Graça Mello: Celso Lessa e Marinella Graça Mello
- Gravado nos estúdios Ocean Way (Nashville, USA) e Music Hill Studio (Nashville, USA) (teclados e guitarras adicionais) por Benny Faccone
- Assistente Ocean Way: Aaron Smith
- Assistente Music Hill: Jason Breckling
- Cordas gravada no Air Studios (Londres) por Paul Hulme
- Assistente Air Studios: Nick Woollage
- Base das faixas 7, 10 e 13 gravadas no Mosh Studios (São Paulo) por Silas e Paulo Durazzo
- Assistente Mosh: Keko
- Pré-produção, programação, percussão, vocais e pós-produção realizadas no Blue Studios (Rio de Janeiro) por Sérgio Ricardo
- Assistentes Blue Studios: Alex Maurell, Billy e Paulo Galvão
- Vozes de Chitãozinho & Xororó gravadas no MM Studios (Campinas) por Benny Faccone e André Mais
- Edição digital em Pro-Tools: Victor Pozas
- Mixado no Blue Studios (Rio de Janeiro) por Benny Faccone
- Assistentes de mixagem: Billy e André
- Masterizado no estúdio Bernie Grundman Mastering por Bernie Grundman
- Fotos: Michael Gomez
- Projeto gráfico: Valeska Pastana Rodrigues
- Direção de arte: Gê Alves Pinto
- Coordenação gráfica: Geysa Adnet